# Critics’ Choice Super Award/Bester Schauspieler in einem Science-Fiction-/Fantasyfilm

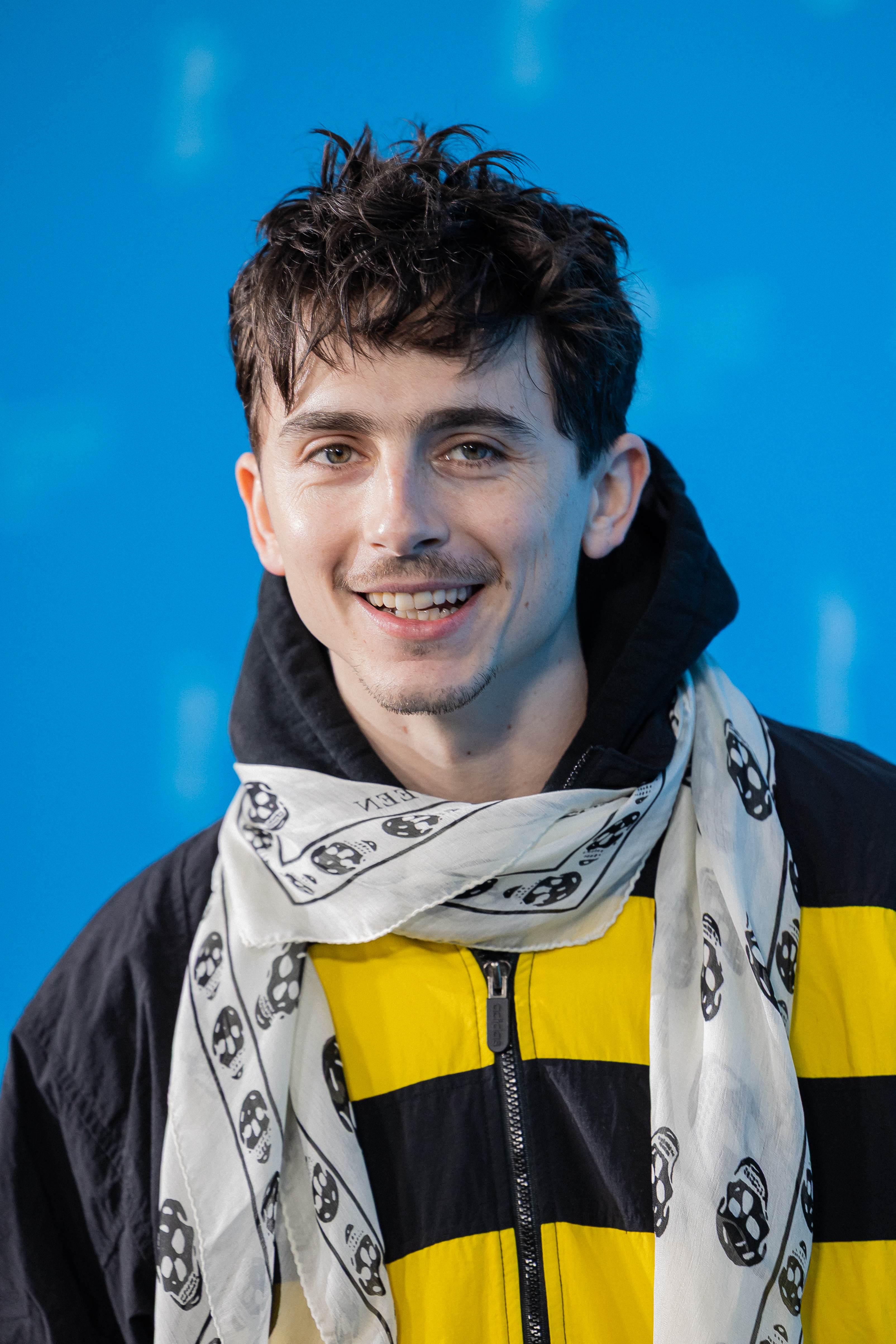
Preisträger 2025: Timothée Chalamet (Dune: Part Two)

Der Critics’ Choice Super Award in der Kategorie Bester Schauspieler in einem Science-Fiction-/Fantasyfilm (Originalbezeichnung: Best Actor in a Science Fiction/Fantasy Movie) ist eine der Auszeichnungen, die jährlich in den Vereinigten Staaten von der Critics Choice Association (CCA) verliehen werden. Mit ihr werden die Schauspieler der besten Science-Fiction- und Fantasyfilme des vergangenen Jahres geehrt. Die Kategorie wurde 2021 ins Leben gerufen.

## Statistik
Die Kategorie Bester Schauspieler in einem Science-Fiction-/Fantasyfilm wurde zur ersten Verleihung im Januar 2021 geschaffen. Seitdem wurden an fünf verschiedene Schauspieler eine Gesamtanzahl von fünf Preisen in dieser Kategorie verliehen. Der erste Preisträger war Andy Samberg, der 2021 für seine Rolle als Nyles in Max Barbakows Palm Springs ausgezeichnet wurde. Der bisher letzte Preisträger war Timothée Chalamet, der 2025 für seine Rolle als Paul Atreides in Denis Villeneuves Dune: Part Two geehrt wurde.
| Statistik                          | Schauspieler      | Anzahl | Jahre            |
| ---------------------------------- | ----------------- | ------ | ---------------- |
| Häufigste Nominierungen (* = Sieg) | Timothée Chalamet | 3      | 202, 2024, 2025* |
| Häufigste Nominierungen ohne Sieg  | Ryan Reynolds     | 2      | 2022, 2023       |

## Gewinner und Nominierte
Die unten aufgeführten Filme werden mit ihrem deutschen Verleihtitel (sofern ermittelbar) angegeben, danach folgt in Klammern in kursiver Schrift der fremdsprachige Originaltitel. Die Nennung des Originaltitels entfällt, wenn deutscher und fremdsprachiger Filmtitel identisch sind. Die Gewinner stehen hervorgehoben in fetter Schrift an erster Stelle.
2021
Andy Samberg – Palm Springs
Christopher Abbott – Possessor
Jake Horowitz – Die Weite der Nacht (The Vast of Night)
Anthony Mackie – Synchronic
J. K. Simmons – Palm Springs
2022
Dev Patel – The Green Knight
Mahershala Ali – Schwanengesang (Swan Song)
Timothée Chalamet – Dune
Leonardo DiCaprio – Don’t Look Up
Tom Hanks – Finch
Ryan Reynolds – Free Guy
2023
Ke Huy Quan – Everything Everywhere All at Once
Colin Farrell – After Yang
Daniel Kaluuya – Nope
Ryan Reynolds – The Adam Project
Alexander Skarsgård – The Northman
2024
Mark Ruffalo – Poor Things
Timothée Chalamet – Wonka
Willem Dafoe – Poor Things
Ryūnosuke Kamiki – Godzilla Minus One (ゴジラ-1.0, Gojira Mainasu Wan)
Chris Pine – Dungeons & Dragons: Ehre unter Dieben (Dungeons & Dragons: Honor Among Thieves)
2025
Timothée Chalamet – Dune: Part Two
Austin Butler – Dune: Part Two
David Jonsson – Alien: Romulus
Robert Pattinson – Mickey 17
Jack Quaid – Companion – Die perfekte Begleitung (Companion)
Miles Teller – The Gorge